# Comuna de Chełmża
Chełmża (polaco: Gmina Chełmża) é uma gminy (comuna) na Polónia, na voivodia de Cujávia-Pomerânia e no condado de Toruński. A sede do condado é a cidade de Chełmża.
De acordo com os censos de 2004, a comuna tem 9410 habitantes, com uma densidade 52,7 hab/km².

## Área
Estende-se por uma área de 178,72 km², incluindo:
- área agricola: 89%
- área florestal: 1%

## Demografia
Dados de 30 de Junho 2004:
|                      | Total   | Total | Mulheres | Mulheres | Homens  | Homens |
| -------------------- | ------- | ----- | -------- | -------- | ------- | ------ |
|                      | pessoas | %     | pessoas  | %        | pessoas | %      |
| População            | 9410    | 100   | 4712     | 50,1     | 4698    | 49,9   |
| Densidade (pop./km²) | 52,7    | 100   | 26,4     | 26,4     | 26,3    | 26,3   |

De acordo com dados de 2002, o rendimento médio per capita ascendia a 1310,6 zł.

## Subdivisões
- Bielczyny, Bogusławki, Brąchnówko, Browina, Drzonówko, Dziemiony, Głuchowo, Głuchowo-Windak, Grzegorz, Grzywna, Januszewo, Kiełbasin, Kończewice, Kuczwały, Liznowo, Mirakowo, Nawra, Nowa Chełmża, Parowa Falęcka, Pluskowęsy, Skąpe, Sławkowo, Strużal, Szerokopas, Świętosław, Witkowo, Zajączkowo, Zelgno.

## Comunas vizinhas
- Chełmża, Kijewo Królewskie, Kowalewo Pomorskie, Lisewo, Łubianka, Łysomice, Papowo Biskupie, Płużnica, Wąbrzeźno